# José María Químper
José María Químper Caballero (Camaná, 9 de septiembre de 1828 - Lima, 4 de junio de 1902) fue un político y abogado peruano, de tendencia liberal. Como secretario (ministro) de Gobierno formó parte del llamado Gabinete de los Talentos, organizado por la dictadura de Mariano Ignacio Prado, durante la guerra con España de 1865-1866. En dicho cargo se desempeñó con solvencia y contribuyó en la defensa del Callao. Presidió el Congreso Constituyente de 1867 y fue Ministro de Hacienda y Comercio en dos períodos: de julio a septiembre de 1879 y de noviembre a diciembre del mismo año. En 1884 fundó el Partido Liberal del Perú. Entre 1886 y 1889 integró el Congreso como diputado por Camaná, y como tal se opuso a la firma del Contrato Grace, por lo que fue cesado de su cargo, junto con otros opositores.

## Biografía

### Estudios
Fue hijo del coronel del ejército español Manuel Químper Benítez y de María Mercedes Caballero de las Llamosas de la Torre.
Muy niño aún fue trasladado a la ciudad de Arequipa, donde cursó sus estudios escolares en el Colegio Nacional de la Independencia Americana.
Pasó a cursar estudios superiores en la Universidad Nacional de San Agustín, donde era entonces rector el deán Valdivia; allí se graduó de doctor en jurisprudencia, letras, ciencias políticas y teología, cuando contaba con 20 años de edad (1847).
Se recibió como abogado en 1850 ante la Corte Superior de Arequipa, revalidando al año siguiente su título ante la Corte Superior de Lima.

### Carrera profesional
Se consagró al ejercicio de su profesión de abogado en Arequipa, y descolló como orador forense. Al mismo tiempo fue profesor de Gramática Francesa en el Colegio de la Independencia Americana.
Fue también miembro de número de la Academia Lauretana de Ciencias y Artes (1852), y colaborador del diario El Republicano (1854).

### Vida política

#### Revolucionario liberal
Su carrera política empezó en 1854, cuando se sumó a la revolución liberal que estalló en Arequipa contra el gobierno de José Rufino Echenique. Acompañó al general Ramón Castilla a lo largo de la campaña como secretario.
Después de la batalla de La Palma, se estableció en Lima y ejerció la abogacía; pero protestó por la disolución de la Convención Nacional en 1857. Involucrado en una conspiración, fue desterrado a Chile.
De vuelta en el Perú en 1859, fue apresado y encerrado en el Callao durante nueve meses, recuperando su libertad por intermediación del Congreso. En 1862 apoyó la candidatura presidencial del mariscal Miguel de San Román, y tras el triunfo de esta, fue secretario del presidente durante su breve gobierno.
Cuando las islas Chincha fueron ocupadas por los marinos de la Escuadra Española del Pacífico en 1864, Químper se plegó a la ola de indignación que recorrió toda la República, exigiendo al gobierno de Juan Antonio Pezet la defensa del honor patrio.
Bajo esa coyuntura, editó el diario El Perú, de 18 de junio al 26 de noviembre de 1864, en cuyas páginas hizo campaña contra la política del gobierno, que calificaba de pusilánime, por lo que fue nuevamente desterrado. Pero regresó para unirse a la revolución nacionalista acaudillada por el coronel Mariano Ignacio Prado.

#### Secretario de Gobierno (1865-1867)

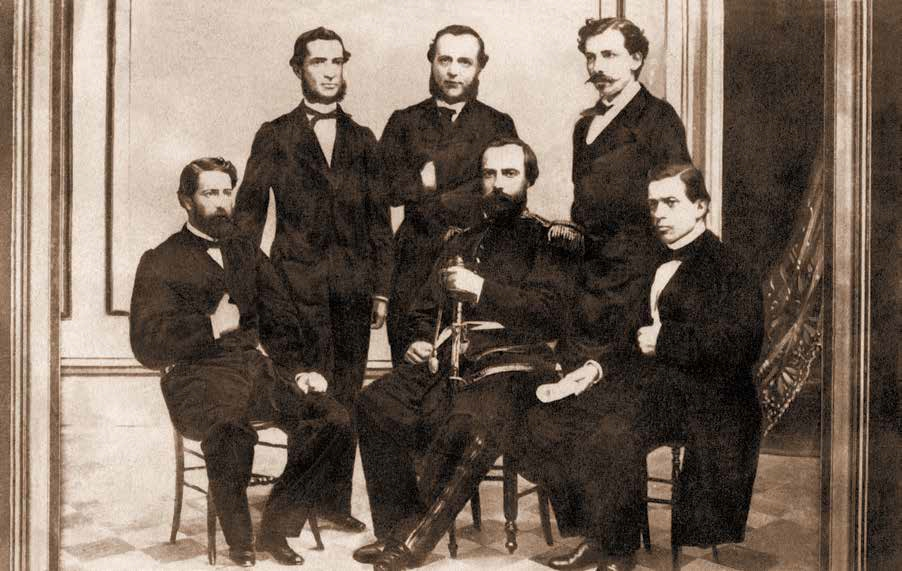
El Gabinete de los Talentos. 1865. Parados: José Simeón Tejeda (Justicia), José María Químper (Gobierno) y Manuel Pardo y Lavalle (Hacienda). Sentados:
José Gálvez Egúsquiza (Guerra y Marina), Mariano Ignacio Prado (jefe supremo provisorio) y Toribio Pacheco y Rivero (Relaciones Exteriores).

Instaurado el nuevo gobierno, de corte dictatorial, Químper formó parte del gabinete ministerial, como secretario (ministro) de Gobierno. Ese gabinete, presidido por José Gálvez Egúsquiza, ha sido llamado por Basadre como el «de los talentos», pues todos sus integrantes eran destacados intelectuales.
Lo primero que hizo Químper fue normalizar el orden público, alterado por los desórdenes revolucionarios. Luego dio una serie de medidas, a saber:
- El 13 de enero de 1866 expidió un reglamento orgánico de municipalidades, el más liberal que ha tenido el Perú, que permitía a los extranjeros participar en las funciones de los concejos.[9]
- Dadas las dificultades que se presentaba entonces para el abastecimiento de alimentos, propuso combatir la especulación de la carne por medio de estanquillas que proveía el municipio con la carne del ganado que hacía sacrificar por su cuenta.[10]
- Se preocupó por el ornato de Lima. Reglamento la arquitectura civil y atendió a la salubridad pública.[11]
- En el ramo de correos expidió una legislación que mejoraba el servicio postal.[12]
- Modificó la demarcación territorial, contando con el asesoramiento del sabio italiano Antonio Raimondi.[12]
- Implantó la navegación a vapor en los ríos de la selva.[12]
- Reglamentó el censo de la población, pero su planificación fracasó por falta de personal idóneo.[12]
- Se preocupó por establecer el sistema métrico decimal; y reglamentó las pesas y medidas.[12]
- Redujo las fiestas cívicas a tres días: 27, 28 y 29 de julio, en los cuales se debía festejar todos los acontecimientos que se considerasen meritorios.[12]

En lo que respecta al conflicto con España, Químper prohibió el ingreso de españoles al Perú, clasificando en tres categorías a los residentes de dicha nacionalidad: a los naturalizados, a los con derecho a naturalizarse y a los que se les concedía plazo para salir del Perú.
Pero fue muy criticado por sus decretos reglamentando los toques de campanas y el transporte del viático, que dio lugar a la protesta de los sacerdotes José Antonio Roca y Boloña y Manuel Tovar y Chamorro (futuro arzobispo de Lima), a través del periódico católico El Bien Público. En respuesta, el gobierno apresó a los sacerdotes y los envió al destierro, lo que provocó la protesta de las mujeres de la sociedad limeña. Intercedió entonces el arzobispo Goyeneche ante el gobierno, que finalmente liberó a los sacerdotes y derogó los artículos pertinentes.

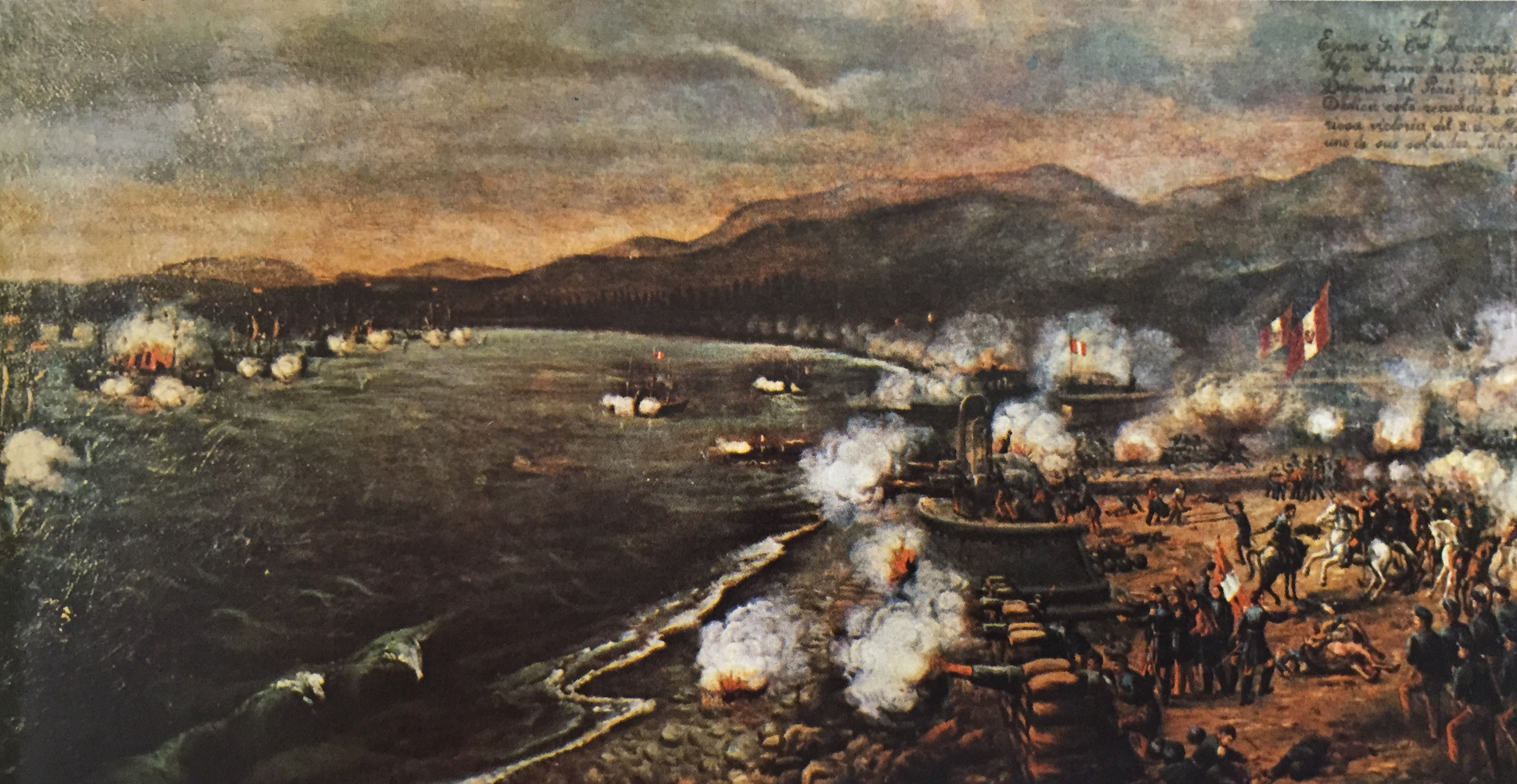
Combate del Callao o del Dos de mayo de 1866.

Y finalmente, Químper fue uno de los que contribuyeron activamente en la organización la defensa del Callao, donde se desarrolló el memorable combate del 2 de mayo de 1866; allí, las defensas peruanas respondieron el ataque de la Escuadra Española del Pacífico, la cual, luego de cañonear por cinco horas, no logró sus objetivos (que eran destruir todas las baterías peruanas e incendiar la población), por lo que se retiró para no volver más. Ello fue interpretado por los defensores peruanos como un triunfo de sus armas y por ello se considera a dicho combate como una de las más grandes gestas del Perú republicano, en la que se defendió la dignidad de la patria y el honor de la nación.

#### Parlamentario constitucional (1867)
Elegido diputado por Camaná en 1867, renunció a la secretaría de Gobierno y se incorporó al Congreso Constituyente. Fue miembro de la comisión que preparó el proyecto de constitución, junto con Francisco García Calderón Manuel María Rivas, Francisco Laso, Fernando Casós. Fue presidente del Congreso de 15 de marzo al 15 de abril de 1867.
Pero poco después estalló la revolución encabezada por el general Pedro Diez Canseco en Arequipa y el coronel José Balta en Chiclayo, en defensa de la Constitución de 1860. Triunfante dicha revolución, Químper se retiró temporalmente de la política.
Entre 1870 y 1871, viajó por diversos países de Europa y América, para luego volver al Perú y dedicarse a su profesión de abogado. Pero de manera anónima, dirigió  a un grupo liberal que combatió la candidatura civil de Manuel Pardo y Lavalle en las elecciones de 1871-1872, sobre todo en la comisión permanente del Congreso. Estaba emparentado con Manuel Toribio Ureta, el que compitiera con Pardo en dichas elecciones.

#### Ministro de Hacienda (1879)
Cuando su amigo Mariano Ignacio Prado volvió al poder por segunda vez en 1876, esta vez de manera constitucional, Químper fue animado a retornar a la política. Pero en 1878 no pudo hacer valer sus credenciales de diputado, ante un Congreso dominado por los civilistas.

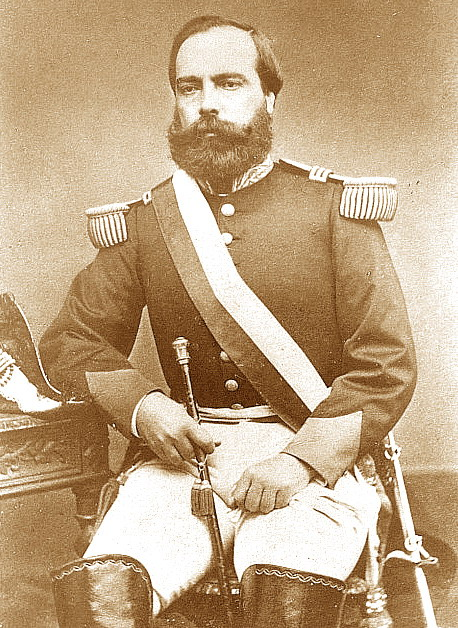
El general Mariano Ignacio Prado, amigo de José María Químper, quien fue su ministro en sus dos gobiernos.

En plena guerra con Chile, cuando el presidente Prado se hallaba en el sur como Director de Guerra y el poder ejecutivo estaba en manos del vicepresidente, general Luis La Puerta, Químper fue nombrado Ministro de Hacienda y Comercio, cargo que asumió el 25 de julio de 1879.
En agosto de 1879, se le denunció por una emisión clandestina de poco más de dos millones de soles en billetes. Químper asistió a la Cámara de Diputados el día 22 en sesión secreta y explicó la medida. Sin embargo, lo tratado en la sesión fue divulgado y Químper llamado al Congreso para el día 24 de agosto. El ministro acudió a la antesala; sin embargo, no se le hizo ingresar. Al día siguiente, el ministro pretendió también concurrir a la sesión, pero la Cámara declaró innecesaria su presencia. El Senado rechazó el proyecto del ministro sobre el impuesto al capital. El 3 de setiembre,La Cámara de Diputados aprobó un voto de censura contra Químper por 52 votos contra 29, por lo cual renunció y fue reemplazado el 5 de septiembre por Juan Francisco Pazos.
Regresó al Ministerio de Hacienda el 1 de noviembre del mismo año. A decir de Basadre, estableció una verdadera dictadura hacendaria. En su memoria, Químper detalla sus logros y afirma que envió a Europa y Estados Unidos remesas de miles de libras esterlinas para adquirir armamentos. En realidad, aunque intentó reanimar la maltrecha economía del país dictando medidas oportunas, sus esfuerzos se vieron anulados por la desorganización política.
Químper, como miembro del Consejo de Ministros, escuchó las razones expuestas por el presidente Prado para hacer su criticado viaje al extranjero aduciendo la compra de armamento. Químper afirma que no estuvo de acuerdo con ese viaje, pero acató la opinión mayoritaria del Consejo, que dio su apoyo a Prado. Su firma aparece en el decreto dado en ese sentido el 18 de diciembre de 1879.
Finalizó su cargo de ministro el 21 de diciembre del mismo año, cuando se produjo el golpe de Estado de Nicolás de Piérola. En febrero de 1880 fue apresado y sometido a juicio, acusado del cargo de falsificación de un oficio enviado a los comisionados fiscales en Europa, cuando fue ministro de Hacienda en el gobierno de La Puerta. Pero la Corte Suprema sobreseyó el juicio y ordenó su libertad.
En un Manifiesto que publicó en 1881, trató de justificar su gestión ministerial. Es un documento valioso para conocer diversos episodios históricos del momento.

#### Destierro en Chile
Durante la ocupación chilena, apoyó al gobierno de Francisco García Calderón Landa que exigía al gobierno chileno realizar la paz sin cesión territorial. Pero fue apresado y enviado a Chile, siendo confinado en el pueblo de Angol. Regresó al Perú tras la firma de la paz de Ancón.

#### Fundador del Partido Liberal
El 29 de enero de 1884 fundó el Partido Liberal, antecedente del partido del mismo nombre fundado en 1901 por Augusto Durand. La junta directiva del partido, además de Químper, estaba conformada por Juan Francisco Pazos, el general José Miguel Medina, Pedro Manuel Rodríguez, Dionisio Derteano, Carlos Lissón, Camilo Carrillo y Luis Felipe Villarán.
En ese mismo año de 1884, fue desterrado a Iquique, por su oposición al presidente Miguel Iglesias, pero retornó al ser depuesto dicho gobernante.
Su partido liberal se alió con los civilistas y antipierolistas, y todos ellos apoyaron la candidatura del general Cáceres a la presidencia de la República, que ganó en 1886.

#### Diputado por Camaná

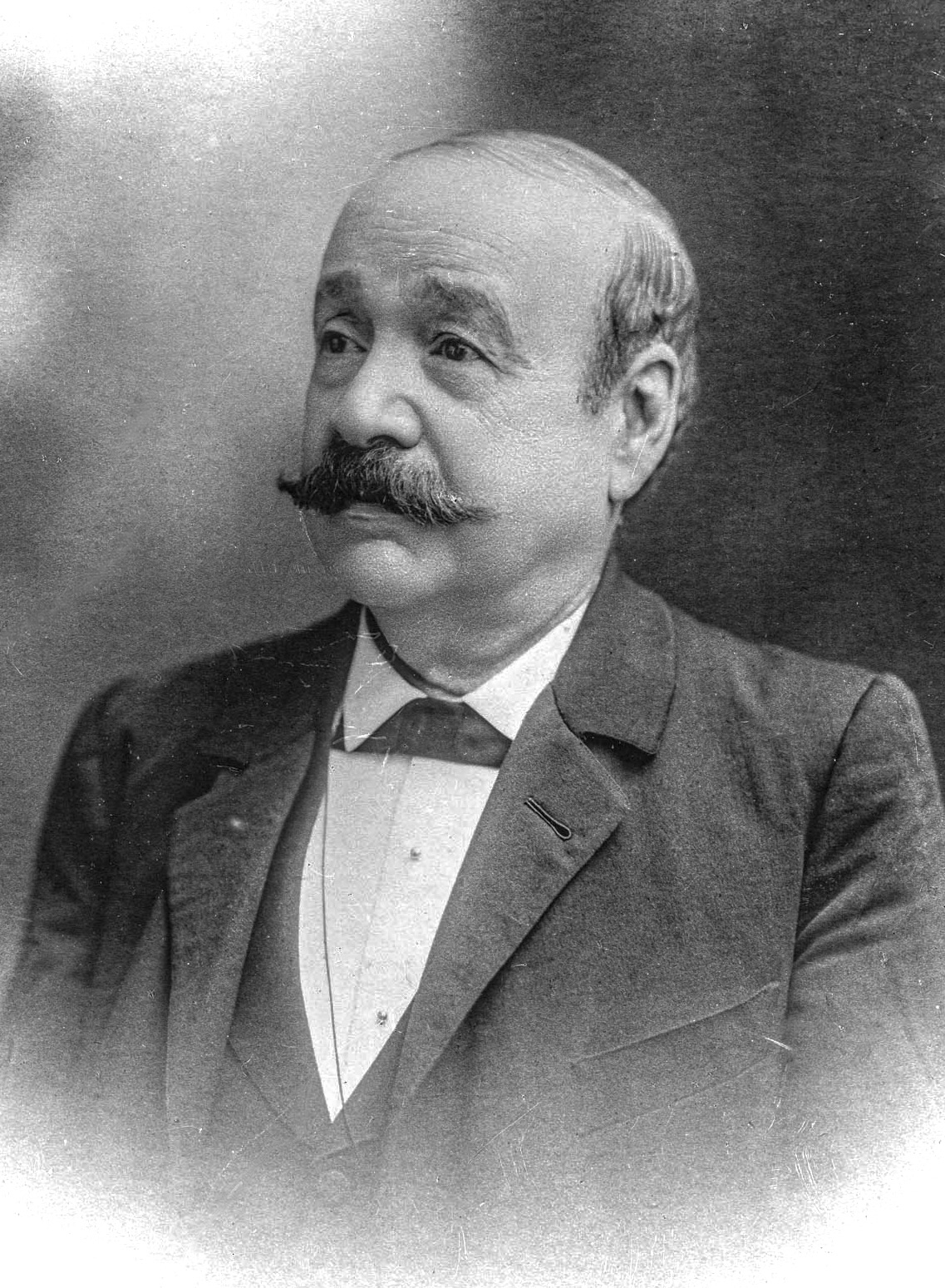
J.M. Químper, en 1902

En 1886 fue elegido, una vez más, diputado por Camaná. Durante varias legislaturas libró una lucha enconada para evitar la firma del Contrato Grace impulsada por el gobierno del general Andrés A. Cáceres.
Una de sus tácticas para evitar la aprobación de dicho contrato fue pronunciar interminables discursos en el Congreso. El último de ellos fue un discurso inconcluso publicado en un tomo que constaba de 264 páginas. Otra táctica fue promover el ausentismo de la minoría parlamentaria para evitar el quórum legal. El gobierno cacerista se vio entonces obligado a vacar las diputaciones opositoras y solo así pudo lograr la aprobación del contrato (1889).

#### Obras filantrópicas
Privado de su curul parlamentaria, Químper optó por dedicarse al ejercicio de su profesión y a la defensa doctrinaria de los principios liberales. Era un hombre rico y como tal contribuyó en la realización de importantes obras de bien social. En La Bolsa de Arequipa del 16 de enero de 1889, se puede leer la gratitud que le expresa la beneficencia de Camaná, por intermedio de Aníbal D. Espinoza, por haber contribuido con 500 soles de su peculio para la construcción del hospital de Camaná, suma con la que fueron construidas dos espaciosas, bien ventiladas y cómodas salas, prometiendo el entonces diputado por Camaná ayudar siempre con recursos hasta terminar dicha obra.
En 1902 sufrió un ataque de influenza, que le comprometió el corazón, a consecuencia de lo cual falleció.

## Publicaciones
- Exposición a los hombres de bien (1880).
- Manifiesto del ex-ministro de Hacienda y Comercio a la Nación (1881).
- Las propuestas de los tenedores de bonos (1886).
- El liberalismo (1886), obra de divulgación sobre los principios básicos de dicha ideología. Se imprimieron 12 000 ejemplares, que se distribuyeron gratuitamente.
- Derecho Político general (2 volúmenes, 1877).
- Ocho meses de gobierno (1887).
- Discurso que comenzó a pronunciar al discutirse el contrato Aspíllaga-Donoughmore (1889).